# Мар'їне (Полтавський район)
Ма́р'їне — село в Україні, у Великорублівській сільській громаді Полтавського району Полтавської області. Населення становить 132 осіб. До 2020 орган місцевого самоврядування — Малорублівська сільська рада.

## Історія
12 червня 2020 року, відповідно до розпорядження Кабінету Міністрів України № 721-р «Про визначення адміністративних центрів та затвердження територій територіальних громад Полтавської області», село увійшло до складу Великорублівської сільської громади.
19 липня 2020 року, в результаті адміністративно - територіальної реформи та ліквідації  Котелевського району, село увійшло до складу новоутвореного Полтавського району.

## Населення

### Мова
Розподіл населення за рідною мовою за даними перепису 2001 року:
| Мова            | Кількість | Відсоток |
| --------------- | --------- | -------- |
| українська      | 126       | 95.45%   |
| російська       | 5         | 3.79%    |
| інші/не вказали | 1         | 0.76%    |
| Усього          | 132       | 100%     |

## Географія
Село Мар'їне знаходиться на правому березі річки Мерла, вище за течією на відстані 2 км розташоване село Капранське (Краснокутський район), нижче за течією на відстані 3 км розташоване село Мала Рублівка. Поруч проходить автомобільна дорога Т 1701 (Т 1702).